# 적도 기니의 역사
적도 기니의 역사는 포르투갈, 영국, 스페인 식민제국과 지역 왕국에 의한 수세기에 걸친 식민지 지배로 특징지어진다.

## 식민지 이전의 역사
현재 적도 기니에 해당하는 이 지역의 첫 번째 거주자는 피그미족으로 추정되며, 이들 중 북쪽 리오무니에는 고립된 주머니만 남아 있다. 17세기와 19세기 사이의 반투족 이주는 해안 집단과 나중에 팡족을 가져왔다. 후자의 요소들이 부비족을 발생시켰을 수도 있으며, 몇 차례의 파도를 타고 카메룬과 리오무니에서 바쿠간으로 이주하여 이전 신석기 시대의 인구를 계승했다. 나이지리아의 이보족(대부분 아로족) 노예 상인들이 도착하여 18세기와 19세기에 아로 연맹을 확장시킨 비오코와 리오무니에 작은 정착지를 세웠다. 앙골라 출신의 아노본족은 상투메를 거쳐 포르투갈인들이 데려왔다.

## 독립 및 마시아스 정부 (1968년~1979년)
1968년 3월, 적도 기니의 민족주의자들과 유엔의 압력으로 스페인은 적도 기니에 독립을 부여할 것이라고 발표했다. 제헌 회의에서 선거법과 헌법 초안이 나왔다. 1968년 8월 11일, 유엔 옵서버 팀이 참석한 가운데 국민투표가 실시되었고, 투표자의 63%가 대통령이 임명하는 판사와 총회와 대법원이 있는 정부를 구성하는 헌법에 찬성했다.
1968년 9월, 프란시스코 마시아스 응게마는 적도 기니의 초대 대통령으로 선출되었고, 10월에 독립이 승인되었다.
독립 당시, 적도 기니는 아프리카에서 1인당 소득이 가장 높은 나라 중 하나였지만, 대부분의 돈이 식민지와 엘리트 농장주들의 손에 있었기 때문에 매우 불균등하게 분배되었다. 통치의 마지막 몇 년 동안 스페인 식민지 정부는 상대적으로 높은 식자율을 달성했고 좋은 의료 시설 네트워크를 발전시켰다. 그러나 독립 당시, 아프리카 의사와 변호사의 수는 한 자릿수였다.

## 오비앙 정부 (1979년~현재)

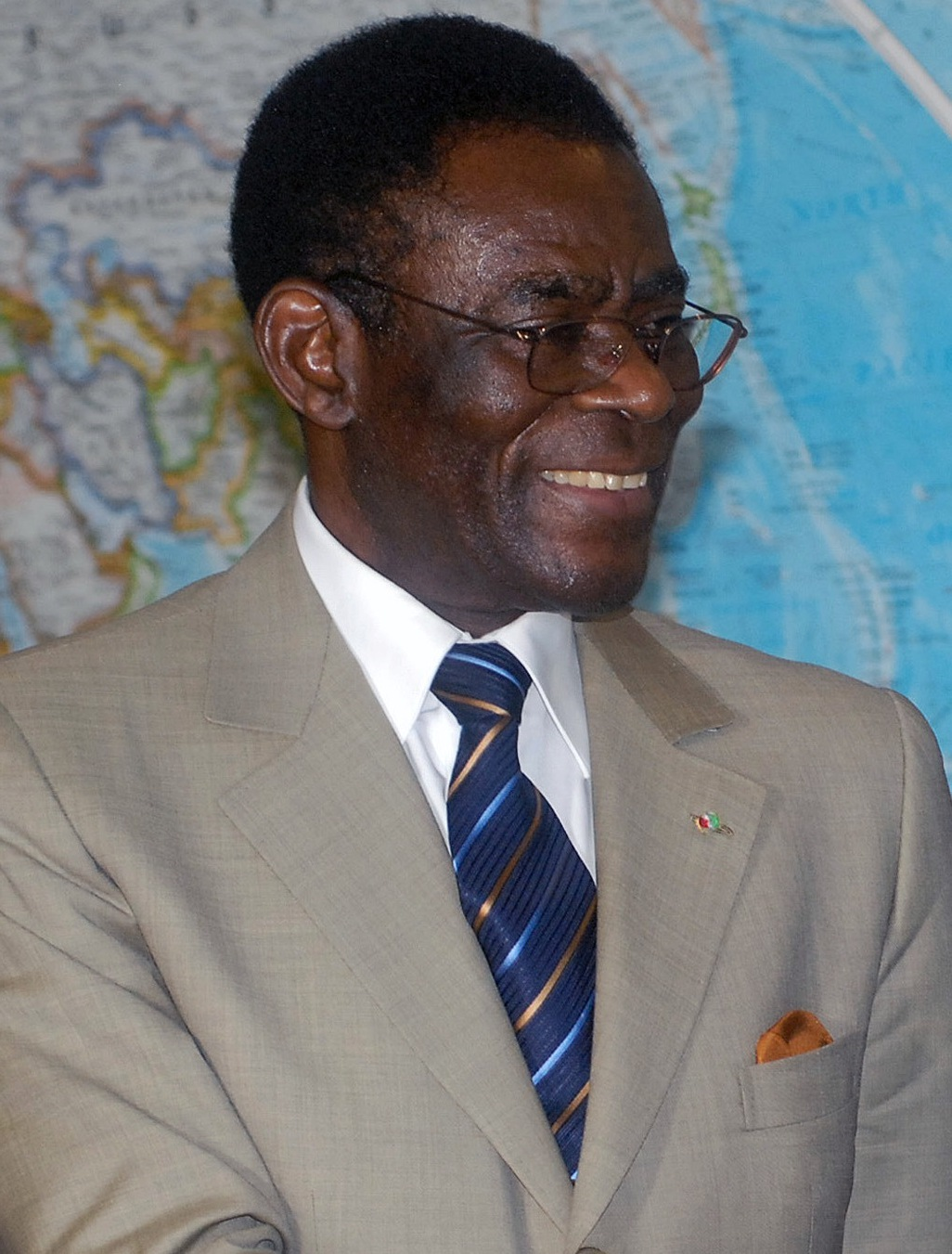
1979년 이래 적도 기니의 지도자 테오도로 오비앙 응게마 음바소고

테오도로 오비앙 응게마 음바소고 대통령은 2006년 적도 기니에서 모든 형태의 학대와 부적절한 대우를 금지하는 국가 고문방지 법령에 서명했고, 수감자들에 대한 인도적인 대우를 보장하기 위해 2007년 블랙비치 교도소의 개보수와 현대화를 의뢰했지만, 인권유린은 계속되고 있다. 인권감시기구, 국제앰네스티 및 그 밖의 비정부기구들은 교도소에서 고문, 구타, 원인불명의 죽음, 불법구금 등 심각한 인권유린을 기록하고 있다.
2004년 3월 BBC 프로필에 따르면, 적도 기니의 정치는 오비앙의 아들인 테오딘과 보안군의 강력한 위치를 가진 다른 가까운 친척들 사이의 긴장에 의해 지배되고 있다. 그 긴장은 1997년 이후 발생한 석유 생산의 극적인 증가로 인해 발생하는 권력 이동에 뿌리를 두고 있을지도 모른다.
2011년, 정부는 적도 기니를 위한 새로운 수도를 계획하고 있다고 발표했는데, 이 수도의 이름은 오얄라로 지어질 예정이었지만 시우다드데라파스가 될 것이다.